# Columbus (Georgia)
Columbus város az USA Georgia állam nyugati határán, Muscogee megyében. A helységnek 189 885 lakosa van, területe 572 négyzetkilométer. Várossá nyilvánításának dátuma 1828. január 1. Lakosainak száma 206 922 fő (2020. április 1.). A város 1970 óta közigazgatásilag egy egységet képez az őt körülölelő megyével. A város a Chattahochee folyó mellett helyezkedik el, melynek túlsó partján található az alabamai Phenix City.
Népességét tekintve Georgia állam harmadik legnépesebb városa, illetve a negyedik legnagyobb agglomerációval rendelkező város az államban. A város 160 kilométernyire, délnyugatra fekszik az állam fővárosától, Atlantától.

## Népesség
A település népességének változása:

| 2010 | 189 885 |
| 2020 | 206 922 |